# Edward Maunder
Edward Walter Maunder (ur. 12 kwietnia 1851 w Londynie, zm. 21 marca 1928) – astronom angielski, zajmował się badaniami plam słonecznych i słonecznego pola magnetycznego. Biblista.

## Życiorys
Uczęszczał do King’s College London, którego nie ukończył. Swoją pierwszą pracę podjął w londyńskim banku, by opłacić studia. W 1873 roku uzyskał w Obserwatorium Królewskim stanowisko asystenta od obserwacji spektroskopowych.
Dwukrotnie żonaty. W 1875 roku ożenił się z Edith Hannah Bustin, z którą miał sześcioro dzieci. Kolejną jego żoną była Annie Scott Dill Russell (1868–1947), matematyczka z którą współpracował przez resztę życia; pobrali się w 1895 roku. W roku 1916 Annie Maunder została, jako jedna z pierwszych kobiet, przyjęta do Royal Astronomical Society.
Jego nazwiskiem nazwano kratery na Księżycu i na Marsie oraz okres słabszej aktywności słonecznej – minimum Maundera.

## Obserwacje słoneczne
Maunder fotografował i mierzył plamy słoneczne, wyznaczał szerokości plam słonecznych, które cyklicznie zmieniają się
podczas jedenastu lat. W 1904 roku opublikował wyniki swoich badań w postaci wykresu motylkowego (ang. butterfly diagram).

## Towarzystwa naukowe
Maunder był jednym z fundatorów Brytyjskiego Stowarzyszenia Astronomicznego. Od 1875 roku był członkiem Royal Astronomical Society. Maunder życzył sobie powołania do istnienia stowarzyszenia astronomów otwartego dla osób zainteresowanych astronomią, bez względu na klasę społeczną, w szczególności dla kobiet. Edward Maunder był pierwszym wydawcą „Journal of the BAA”. Jego starszy brat – Thomas Frid Maunder (1841–1935) był współfundatorem i sekretarzem Stowarzyszenia przez 38 lat.